# Tau Scorpii
Tau Scorpii (τ Scorpii / τ Sco) è una stella della costellazione dello Scorpione. Il suo nome tradizionale Alniyat o Al Niyat, attribuito anche a σ Scorpii, deriva dall'in arabo  النياط‎?, al-niyāţ, che significa "le arterie".
Tau Scorpii è una stella di sequenza principale di classe B (bianco-azzurra), con una magnitudine apparente di +2,82. È una stella molto luminosa, circa 18.000 volte il Sole (se si considera la grande quantità di radiazione ultravioletta), con un raggio 5 volte quello della nostra stella. La sua massa è circa 15 volte quella del Sole. Dista da Terra circa 430 anni luce; pertanto è la stella massiccia più vicina al sistema solare. Data tale massa, gli astronomi presumono che la stella concluderà la propria esistenza esplodendo in supernova di tipo II.

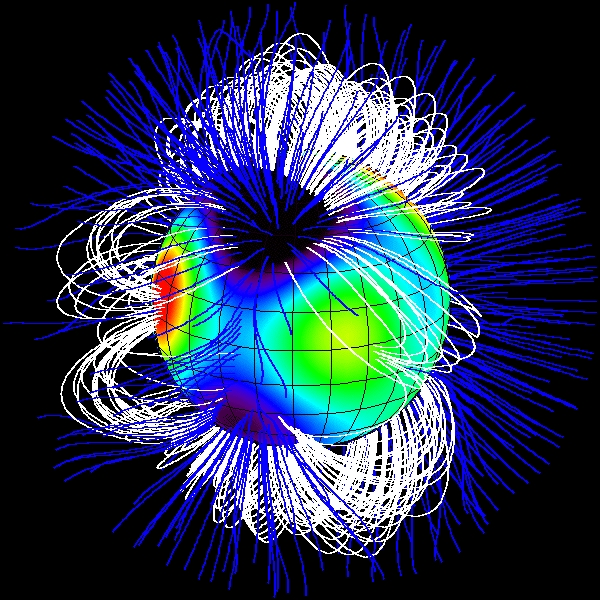
Il campo magnetico di τ Sco ricostruito tramite la tecnica dello Zeeman-Doppler imaging.

Il campo magnetico della stella, ricostruito mediante la tecnica dello Zeeman-Doppler imaging, presenta delle interessanti peculiarità. Infatti è caratterizzato da un complesso intreccio di linee di forza, probabilmente un residuo della complicata situazione esistente al momento della formazione della stella. Molto particolare è anche l'interazione tra il vento stellare ed il campo magnetico: quando il vento si trova incanalato lungo le linee aperte del campo, può sfuggire da τ Sco, una fuga che al contrario non gli riuscirebbe se si trovasse a percorrere uno dei numerosi archi magnetici che si riconnettono alla superficie. Alla sommità degli archi si può dunque assistere allo scontro, altamente energetico, dei due flussi provenienti dalla superficie, mentre il plasma raggiunge in quelle zone delle temperature molto elevate, il che spiega l'insolitamente intensa produzione di raggi X da parte dell'astro.
Non è ancora chiaro, invece, se il campo magnetico della stella sia anche in grado di giustificare la lenta rotazione della stella (5 km/s), assolutamente impropria per una stella dalle caratteristiche simili. La rotazione di molte stelle, come il Sole, viene rallentata dall'azione combinata dei campi magnetici e del vento stellare, che allontana materiale dalla stella provocando conseguentemente una perdita di parte del momento angolare. Nel caso di una stella, però, tale processo richiede tempi piuttosto lunghi e quello che τ Sco ha trascorso dalla sua formazione (si stima pochi milioni di anni) sembra essere troppo esiguo. Gli astrofisici sono giunti a ritenere anche che la bassa velocità di rotazione sia dovuta alla posizione del suo asse di rotazione, che sarebbe posto nella stessa direzione del nostro.